# Струмешница (село, Болгария)
Струмешница (болг. Струмешница) — село в Благоевградской области Болгарии. Входит в состав общины Петрич. Находится примерно в 14 км к западу от центра города Петрич и примерно в 70 км к югу от центра города Благоевград. По данным переписи населения 2011 года, в селе  проживало 360 человек.

## Население
| Год     | 1965 | 1975 | 1985 | 1992 | 2001 | 2011 |
| ------- | ---- | ---- | ---- | ---- | ---- | ---- |
| Жителей | 207  | 256  | 310  | 363  | 394  | 360  |

| Национальность | Человек | Процент |
| -------------- | ------- | ------- |
| болгары        | 339     | 94,17%  |
| цыгане         | 4       | 1,11%   |
| другие         | 16      | 4,44%   |
| Всего ответов  | 360     |         |

|  |